# قلبا وقالبا 2
قلبا وقالبا 2 (بالإنجليزية: Inside Out 2)‏ هو فيلم رسوم متحركة أمريكي من إنتاج شركة بيكسار وهو الجزء الثاني لفيلم قلبا وقالبا الذي صدر في عام 2015، الفيلم من إخراج كيلسي مان في أول تجربة إخراجية لها وبطولة آيمي بولر، وقد صدر الفيلم في 14 يونيو 2024. وقد حقق الفيلم حين عرضه بصالات السينما أعلى إيرادات في تاريخ السينما العالمية حيث بلغت إيراداته لغاية نهاية شهر يوليو 2024 حول العالم نحو 1.46 مليار دولار.

## القصة
بعد عامين من انتقالها إلى سان فرانسيسكو، تلتحق رايلي أندرسن البالغة من العمر 13 عامًا بالمدرسة الثانوية. تشرف مشاعرها المتجسدة - الفرح والحزن والخوف والاشمئزاز والغضب - الآن على عنصر تم تشكيله حديثًا في عقل رايلي يُدعى "إحساس الذات"، والذي يضم الذكريات والمشاعر التي تشكل معتقدات رايلي. يهدف "الفرح" إلى ملء إحساس الذات بالذكريات الجيدة فقط، وقد ابتكرت آلية تطلق الذكريات السيئة إلى الجزء الخلفي من عقل رايلي.
تمت دعوة رايلي وأفضل صديقاتها، بري وجريس، إلى معسكر هوكي الجليد لمدة ثلاثة أيام، حيث تأمل رايلي في التأهل لفريق مدرستها الجديد، فاير هوكس. في العقل، ينطلق "إنذار البلوغ" في الليلة السابقة للمعسكر، وتقوم مجموعة من العمال بترقية وحدة التحكم في المشاعر، مما يترك المقر الرئيسي في حالة من الفوضى. تجد المشاعر أن رايلي تبالغ الآن في رد فعلها تجاه أي مدخلات يقدمونها لوحدة التحكم. تظهر أربعة مشاعر جديدة - القلق والحسد والإحراج والملل - وتتصادم مع المشاعر الأصلية بشأن أساليبها. على وجه الخصوص، يريد "الفرح" أن تستمتع رايلي بالمخيم، بينما يركز "القلق" على الفوز بمكان في الفريق وتكوين صداقات جديدة، خاصة بعد أن علمت رايلي أن بري وغريس ستلتحقان بمدرسة ثانوية مختلفة.
تحت سيطرة "الفرح"، تسبب رايلي عن غير قصد في مشاكل للمخيمين من قبل مدير المخيم الصارم، المدرب روبرتس. يقرر "القلق" أن رايلي بحاجة إلى التغيير لتتلاءم مع اللاعبين الأكبر سنًا، ويطلق العنان "لإحساس الذات" في العقل ويخزن المشاعر القديمة ويلقيها في قبو الذاكرة. ثم يخلق "القلق" و"الحسد" و"الملل" و"الإحراج" إحساسًا جديدًا بالذات يهيمن عليه "القلق" ويشجع رايلي على تكوين صداقة مع لاعبة الهوكي الشهيرة فالنتينا "فال" أورتيز، مما يؤدي إلى توتر صداقتها مع بري وغريس. يهرب "الفرح" و"الحزن" و"الخوف" و"الغضب" و"الاشمئزاز" من القبو؛ بينما يذهب الآخرون لاستعادة إحساس رايلي القديم بالذات، يعود "الحزن" إلى المقر الرئيسي للاستعداد لإعادتهم عبر أنبوب التذكير. يكتشف إمبراسمنت "الحزن"، ولكن بسبب أفكاره الثانية حول خطة "القلق"، يساعدها على البقاء مختبئة ويساعدها في النهاية.
تحت سيطرة "القلق"، تتسلل رايلي إلى مكتب المدرب روبرتس وتعلم من دفتر ملاحظاتها أن رايلي لا تعتبر جاهزة بعد لتصبح صقرًا ناريًا. تجد المشاعر الأربعة "إحساس الذات" القديم على جبل من الذكريات السيئة التي أودعتها آلية "الفرح". غير قادرين على استخدام أنبوب التذكير كما هو مخطط له بسبب تدمير "القلق" له، يتسببون في انهيار جليدي من الذكريات لإعادتهم إلى المقر الرئيسي، مما يتسبب في تسرب الذكريات إلى نظام معتقدات رايلي. يدرك "القلق" أن الشعور بالذات الذي خلقته لرايلي هو الشك في الذات، مما يتسبب في أداء رايلي بشكل سيئ خلال مباراة المحاولة الأخيرة، وإيذاء غريس عن طريق الخطأ، وإرسالها إلى صندوق الجزاء. مرعوبة، يهاجم "القلق" بشكل محموم وحدة التحكم في زوبعة عمياء، مما يتسبب في إصابة رايلي بنوبة هلع.
بالعودة إلى المقر الرئيسي، يجد "الفرح" أن "القلق" لا يزال مسيطرة ولكنه مجمد، يقنعها "الفرح" أن رايلي لا تحتاج إلى التغيير للحصول على مستقبل أفضل. يستسلم "القلق" ويعيد "الفرح" لإحساس رايلي الأصلي بالذات، لكن نوبة الهلع تستمر. بعد أن يعترف "القلق" بأنها لا تستطيع تحديد من هي رايلي، يدرك "الفرح" أن الأمر نفسه ينطبق عليه. يزيل "الفرح" إحساس الذات الأول ويسمح لشعور جديد بالتشكل من ذكريات رايلي الجيدة والسيئة. تحتضن المشاعر هذه الذات الثالثة، مما يهدئ رايلي ويساعدها على التصالح مع بري وغريس. تستدعي لوحة التحكم "الفرح"، التي تتولى القيادة وتساعد رايلي في إنهاء تجارب الهوكي بسعادة.
تصادق رايلي فال وبقية أعضاء فريق فاير هوكس في المدرسة الثانوية، بينما تحافظ على صداقتها مع بري وغريس. تعيش رايلي في سلام، وتعمل المشاعر التسعة معًا لحماية رايلي، التي تتحقق من هاتفها لمعرفة نتائج تجنيد فريق فاير هوكس وتنظر إلى نفسها في المرآة بابتسامة فخورة.

## الأداء الصوتي

### الأصوات بالإنجليزية
- آيمي بولر في دور فرح.
- مايا هوك في دور القلق.
- كينسينغتون تالمان في دور رايلي أندرسن.
- ليزا لابيرا في دور اشمئزاز.
- توني هيل في دور خوف.
- لويس بلاك في دور غضب.
- فيليس سميث في دور حزن.
- أيو إيديبيري في دور الحسد.
- أديل أكزاركوبولوس في دور الملل.
- بول والتر هاوزر في دور الإحراج.
- ليليمار هيرنانديز في دور فالنتينا "فال" أورتيز.
- جريس لو في دور جريس.
- سمية نور الدين جرين في دور بري.
- دايان لاين في دور السيدة أندرسن.
- كايل ماكلاشلان في دور السيد أندرسن.
- إيفيت نيكول براون في دور المدرب روبرتس.
- رون فونشيز في دور بلووفي.

### الأصوات بالعربية
دبلج الفيلم بدبلجتين منفصلتين، دبلجة بلهجة مصرية ودبلجة عربية فصحى. وكان العرض الأول للنسخة العربية من الفيلم يوم 13 يونيو 2024 في صالات السينما بمصر والسعودية والكويت مدبلج باللهجة المصرية.
- أريج فودة بدور فرح.
- ليليان الشربيني بدور حزن.
- هشام الجندى بدور خوف.
- محمد حمدي بدور غضب.
- خلود عادل بدور إشمئزاز.
- حبيبة حاتم بدور توتر.
- أسماء أبو اليزيد وياسمين شعير بدور مللي.
- ديفيد برتي بدور إحراج.
- نهى قيس بدور غيرة.
- حنين النمس بدور رايلي.
- مصطفى سمير بدور والد رايلي.
- اسماء سمير بدور والدة رايلي (وهي أيضًا من قامت بالإخراج الحواري للنسخة العربية من الفيلم).

## روابط خارجية
- الموقع الرسمي
- قلبا وقالبا 2 على موقع IMDb (الإنجليزية)
- قلبا وقالبا 2 على موقع ميتاكريتيك (الإنجليزية)
- قلبا وقالبا 2 على موقع روتن توميتوز (الإنجليزية)
- قلبا وقالبا 2 على موقع ألو سيني (الفرنسية)
- قلبا وقالبا 2 على موقع أول موفي (الإنجليزية)
- قلبا وقالبا 2 على موقع فيلمافينيتي (الإسبانية)
- قلبا وقالبا 2 على موقع قاعدة بيانات الأفلام السويدية (السويدية)
- قلبا وقالبا 2 على موقع قاعدة بيانات الفيلم (الإنجليزية)
- قلبا وقالبا 2 على موقع ليتربوكسد (الإنجليزية)
- قلبا وقالبا 2 على موقع كينوبويسك (الروسية)

لم يتم العثور على روابط لمواقع التواصل الاجتماعي.